# John Ostrom
John H. Ostrom, född 18 februari 1928 i New York, död 16 juli 2005, var en nordamerikansk paleontolog som revolutionerade modern förståelse av dinosaurier på 1960-talet, då han visade att dinosaurier mer liknar icke-flygande fåglar än ödlor (eller "saurier"), en idé som först föreslagits av Thomas Henry Huxley på 1860-talet, men som då fick få anhängare. Den första av Ostroms omfattande analyser av osteologi och fylogeni hos den mycket tidiga fågeln Archaeopteryx spreds 1976. Hans reaktion vid upptäckten av befjädrade dinosaurier i Kina, efter år av fräna debatter, var bitterljuv (Gentile, 2000).

## Tidigare liv och karriär
Ostrom föddes i New York och studerade på Union College. Han hade för avsikt att bli läkare som sin far, men ändrade sig efter att ha läst George Gaylord Simpsons bok The Meaning of Evolution. Han antogs på Columbia University och studerade tillsammans med Edwin H. Colbert.
1952 gifte han sig med Nancy Grace Hartman (d. 2003) och fick två döttrar: Karen och Alicia.
Ostrom undervisade i ett år på Brooklyn College och tillbringade sedan fem år på Beloit College innan han for till Yale University där han blev professor när han var Curator Emeritus för vertebrat-paleontology vid Peabody Museum of Natural History, som har en omfattande fossilsamling som började byggas upp av 
Othniel Charles Marsh. Han dog av komplikationer av Alzheimers sjukdom vid 77 års ålder i Litchfield, Connecticut.

## Den varmblodiga Deinonychus
Hans upptäckt av Deinonychus vid 1964, anses som en av de viktigaste fossilfynden i historien . Deinonychus var ett aktivt rovdjur som helt tydlighet hade dödat sitt offer genom att hoppa och skära upp med sin stora utfällbara klo. Bland indikationer på ett mycket aktivt levnadssätt, fanns till exempel långa sensträngar längs svansen vilka var avsedda att hålla svansen styv för att underlätta löpning och hopp. Slutsatsen att åtminstone somliga dinosaurier hade en snabb metabolism, och därför var åtminstone delvis varmblodiga, populariserades av hans student Robert T. Bakker, och förändrade vår syn på dinosaurier som kallblodiga, tröga och slöa ödlor som hade varit förhärskande sedan sekelskiftet 1899/1900.
Detta förändrade på hur dinosaurier presenteras både av professionella illustratörer och i allmänhetens ögon. Upptäckten anses allmänt också ha startat "dinosaurie-renässansen", en formulering som myntades 1975 i tidskriften Scientific American av Bakker för att beskriva de debatter som skapade ett förnyat intresse för paleontologin, som sedan fortsatte från 1970-talet till idag, och under tiden har fördubblat antalet upptäckter av dinosaurier.

## Archaeopteryx och flygandets ursprung, samt hadrosaurflockar
Ostroms intresse för dinosaurie-fågel-kopplingen började med att han studerade det fossil som nu är känt som Archaeopteryx från Haarlem. Detta fossil upptäcktes 1855, men det identifierades felaktigt först som Pterodactylus crassipes. Fossilet samlade damm på Teylers Museum i Nederländerna tills Ostroms framläggningar från 1970 och 1972 identifierade den som en av de åtta första fåglarna.
Ostroms tolkningar av fossilerade Hadrosaurus-spår ledde honom vidare till slutsatsen att dessa anknäbbsdinosaurer förflyttade sig i flock.